# Naxos (Sicilia)
Naxos (Νάξος in greco antico) o Nasso è un sito archeologico ricadente nel territorio di Giardini-Naxos, comune italiano della città metropolitana di Messina in Sicilia.

## Storia

### Sicani e Siculi
La lunga penisola che si conclude col Capo Schisò (corruzione volgare del nome Naxos) è stata abitata in modo pressoché continuo dal neolitico fino all'arrivo, secondo la tradizione nel 734 a.C., dei coloni greci. Infatti sono state rinvenute capanne della media età del bronzo (Cultura di Thapsos) riconducibili ai Sicani e materiali pertinenti alla fase dell'età del ferro detta di Cassibile (X-IX secolo a.C.) riconducibili ai Siculi. Le fonti affermano che all'arrivo dei Greci il sito della colonia di Naxos era già occupato da indigeni siculi che certamente popolavano, se non proprio Capo Schisò, le alture intorno alla punta (secondo Diodoro), noto poi come il massiccio del Tauro, da cui avrebbe preso il nome Tauromenion (Taormina).

### I Greci
Naxos era ritenuta la prima colonia greca ad essere fondata in Sicilia, nel 735 a.C.
Nel 495 a.C., il tiranno di Gela Ippocrate assediò la città ma non riuscì a conquistarla. Pochi anni dopo, la Sicilia orientale trovò una sorta di unità politica con Gelone I, Naxos entrò a far parte di detto contesto politico. Con la cacciata di Trasibulo, nel 465 a.C., ebbe fine la Dinastia dei Dinomenidi e l'unità politica della Sicilia greca andò in frantumi. Naxos tornò ad essere sostanzialmente indipendente.
Nelle prime fasi della Guerra del Peloponneso, Siracusa, città dorica, parteggiava per Sparta e Corinto, Naxos, invece, era alleata di Atene insieme a Camarina e Catania. Tuttavia, col Congresso di Gela del 424 a.C., in occasione del quale si sancì il principio: "Non siamo più Dori né Ioni ma Sicelioti", le polis di Sicilia ritrovarono l'unità, attorno a Siracusa, contro il nemico comune rappresentato dagli Ateniesi che cercarono di invadere l'Isola ma vennero pesantemente sconfitti e cacciati.
Nel 403 a.C. il tiranno di Siracusa Dionisio I riunì tutta la Sicilia ad est del fiume Salso sotto il suo dominio chiamato "Arcontato di Sicilia",  conquistò e distrusse la città per punirla dell'alleanza con Atene. Gli abitanti vennero venduti come schiavi e le rovine della città cedute ai Siculi. Dopo questo evento Naxos rimase un porto commerciale, ma perse il rango di polis (città-stato); la popolazione rimanente si trasferì sul Monte Tauro fondando la città di Tauromenium l'attuale Taormina.

#### La fondazione
"Primi fra i Greci i Calcidesi venuti per mare dall'Eubea fondarono Nasso ed innalzarono un altare ad Apollo Archegetes..." (Tucidide, La guerra del Peloponneso, libro VI,3,1)
I racconti sulla composizione etnica dei coloni che fondarono tra le più antiche città greche di Sicilia sono molteplici e non tutti concordanti. Secondo Tucidide, i coloni erano Calcidesi; secondo Ellanico Calcidesi e Nassi; secondo Eforo e lo pseudo-Scimno Calcidesi, Ioni e Dori, che in seguito a controversie si sarebbero separati, andando i Calcidesi a fondare Naxos, i Megaresi Megara Iblea e i Dori Capo Zefirio, in Calabria. Vi è comunque consenso sulla priorità e importanza dell'elemento calcidese, ma la presenza di Ioni di Naxos sembra assicurata dal nome stesso dato alla colonia. L'ecista sarebbe stato Teocle, verosimilmente calcidese e fondatore della calcidese Leontinoi, anche se Eforo lo considera ateniese (origine forse da attribuire alla propaganda imperialistica periclea). I coloni avrebbero preso terra su una spiaggia, dove eressero un altare ad Apollo ‘Archegetes’, il dio di Delo venerato anche in Eubea, protettore dell'impresa coloniale e oggetto di culto ancora nel V secolo a.C. da parte dei ‘théoroi’, gli ambasciatori sacri che dalla colonia si recavano in madrepatria per rinnovare i rapporti religiosi tradizionali.

#### Lo sviluppo
Nel 729 a.C. un gruppo di coloni fondò Katane (l'attuale Catania) e Leontinoi (l'odierna Lentini). La città si sviluppò ed assunse importanza tanto da attirare l'attenzione delle altre colonie greche che si erano via via costituite in Sicilia.
Nasso avrebbe fondato (secondo Strabone, Stefano di Bisanzio, Scimno e Silio Italico) la sottocolonia di Kallipolis (un nome attribuito all'isola greca di Naxos, secondo Plinio il Vecchio), d'incerta localizzazione (forse l'odierna Giarre).

#### Le guerre
Nel 495 a.C. Kallipolis fu distrutta dal tiranno di Gela Ippocrate (secondo Erodoto). Ippocrate quindi assediò Naxos, ma non riuscì ad espugnarla.
Nel 476 a.C. fu conquistata e distrutta da Gerone I di Syrakousai e gli abitanti concentrati con quelli di Katane e Leontinoi (secondo Diodoro).
Dieci anni dopo, con la caduta dei Dinomenidi, i Nassi fecero ritorno all'antica loro sede, nella città ricostruita nel frattempo da Ierone forse con coloni locresi (come dimostra il santuario di Francavilla nell'entroterra di Naxos, frequentato in quest'epoca e oggetto di culto, con pinakes di tipo locrese), secondo un piano urbanistico messo in luce dagli scavi.

#### La distruzione
Alleata di Atene durante la guerra del Peloponneso all'epoca sia della prima spedizione ateniese nel 427 a.C.-424 a.C. (secondo Tucidide) che della seconda impresa del 415 a.C.-413 a.C. (secondo Tucidide e Diodoro), la città fu conquistata da Dionigi di Siracusa nel 403 a.C. in seguito al tradimento di un cittadino di Naxos, Polieno, forse lo stesso che conia le monete del tardo V secolo a.C. (secondo Diodoro e Polieno). Naxos fu completamente rasa al suolo e gli abitanti venduti come schiavi. I pochi abitanti che riuscirono a sottrarsi dalla vendita come schiavi tornarono tuttavia sul posto, ricostruirono gli edifici e iniziarono a battere moneta con il nome di Neapolis.

#### Tauromenium
Nel 358 a.C. Andromaco, padre dello storico Timeo, riunì questi superstiti nell'antico centro di Tauromenium (secondo Diodoro) che continuò nella monetazione la tradizione della colonia calcidese (secondo Plinio).

### Epoca romana
La memoria dell'antico centro, tuttavia, non andò del tutto perduta: nel 36 a.C., le flotte di Sesto Pompeo e Ottaviano si scontrarono nelle acque circostanti e abbiamo riferimenti sia nell'antica statua del culto di Apollo, di piccole dimensioni, sia del culto di Afrodite (Appiano), mentre l'‘Itinerarium Antonini' menziona una ‘mansio', un posto di cambio di cavalli, col nome di Naxos.

## Il sito archeologico
Quella che fu tra le prime colonie greche di Sicilia durò poco più di trecento anni. A causa di questa situazione, più unica che rara, gli scavi archeologici hanno consentito di conoscere con precisione l'urbanistica delle città arcaiche greche.
Il sito archeologico della antica Naxos insiste sulla penisola di Schisò su una superficie di circa 37 ettari. L'insenatura esistente fra Capo Taormina e Capo Schisò forma la baia di Naxos. Questa insenatura costituiva un riparo naturale per le piccole e fragili navi di allora.

## La struttura urbanistica

### La città arcaica
Le campagne di scavo hanno consentito di conoscere la struttura urbanistica della città arcaica. Essa si sviluppò, nella sua fase iniziale, principalmente sulla costa e su un'estensione di circa 12-13 ettari. Nel corso degli anni la città si allargò verso l'entroterra e furono realizzate delle mura che la difendessero da attacchi via terra. Nelle mura, realizzate in pietra lavica grezza, esistevano quattro porte per consentire la comunicazione con l'esterno. Lo spessore delle mura alla base era di circa 5 metri.
Dentro la città esistevano laboratori artigianali, abitazioni, edifici pubblici e per il culto. Le strade principali erano più larghe ed orientate secondo la direttrice nord-sud per favorire il trasporto delle merci dal porto verso l'entroterra.
La città si estende sulla modica elevazione di terreno lavico di circa 700x550 m che termina con il Capo Schisò, coprendo una superficie di 40 ettari guarnita a nord-est da un'ampia baia, porto naturale di Naxos, e a sud-est, e a sud-est da una lunga spiaggia, nella quale sboccano il torrente Santa Venera presso le mura e, più oltre, ad ovest, il fiume ‘Akesines’ (o Assinos), l'attuale Alcantara. Dell'insediamento dei primi tempi della colonia, esteso soprattutto nell'area nord dell'abitato classico, si conosce solo una casa di 4x4 m del tipo quadrato, ben attestato a Megara Hyblaea ma anche a Siracusa, con banchina sul lato di fondo per la suppellettile, scoperta al centro della penisola di Schisò sotto la ‘plateia’ A del V secolo a.C. Dell'età arcaica, fino alla distruzione del 476 a.C., sono stati individuati alcuni tracciati stradali e abitazioni in tecnica poligonale, il ‘temenos' all'estremità sud-ovest, nonché vari sacelli nell'abitato e fuori: tra questi vanno ricordati quello sulla riva destra di Santa Venera, ricco di terrecotte architettoniche (notevoli i resti di un colossale ‘gorgoneion' frontonale arcaico), con tutta probabilità da identificare col santuario di Apollo ‘Archegetes’ (alla luce di un passo di Appiano e della verosimiglianza che la foce del fiume sia stato il luogo dell'approdo dei primi coloni), e il tempio C, al centro della penisola di Schisò, un ‘oikos’ con ante di 2,20x6,90 m, conservato nel primo filare di blocchi e con probabile soprastrutture a mattoni crudi. Soprattutto notevoli sono le mura della fine del VI secolo a.C., che seguono il corso del Santa Venera ad ovest e la linea costiera a sud, ad est e a nord-est; il tratto più incerto è a nord-ovest, dove l'urbanizzazione moderna ha guastato notevolmente l'aspetto originario del terreno. Sono note tre porte sul lato ovest, due su quello sud e una su quello nord-est; inoltre, presso una delle porte occidentali, vi è una torre. La necropoli arcaica è sconosciuta, tranne due tombe a tegoloni della fine del VI secolo a nord-est della città.

### La città del V secolo a.C.
Dopo la distruzione del 476 a.C., la città fu ricostruita da Ierone stesso, o dagli esuli al loro rientro nel 466 a.C., secondo un piano regolare basato su tre ‘plateiai’, di cui quella centrale, la ‘plateia’ A, ha dimensioni maggiori (m 9,50) delle altre due, e su una serie di strade ortogonali, costantemente di 5 m, tranne la sesta ad ovest di misure più grandi (6,50 m). Ne risulta un impianto con isolati orientati nord-est/sud-ovest di 175x39 m, ad eccezione di quelli la cui normale lunghezza è stata impedita da irregolarità del terreno o dalla presenza del ‘temenos’ arcaico, rispettato nella ricostruzione. Negli isolati regolari è osservata una divisione in quattro (invece della normale bipartizione) nel senso della lunghezza: ogni striscia comprendeva 12 lotti di 9x12 m, con case di dimensioni un po' più limitate quindi rispetto alle altre città siceliote. Caratteristica di questi isolati è la presenza, agli incroci fra le ‘plateiai’ e le strade ortogonali, costantemente sul lato orientale, di basamenti quadrangolari (m 1,50x1,25), in origine sormontati da lastre di 0,80 m, sulla cui funzione sono state fatte varie ipotesi: si è pensato che fossero ‘horoi’ o cippi di delimitazione degli isolati sul tipo di quelli usati dall'urbanista Ippodamo di Mileto nella ricostruzione del Pireo; ovvero altari destinati a sostituire precedenti sacelli arcaici distrutti a rappresentare culti che esprimevano la solidarietà degli abitanti dell'isolato, a mo' dei ‘compita’; o altari d'incrocio o di quartiere, noti nella tradizione romana. Altro dato notevole di questa fase è la presenza di numerose officine di vasai e di coroplasti all'interno e all'esterno della città: ne sono note alcune nell'abitato (due nel ‘temenos’ sud-occidentale), ma il grosso si situa in aree extra-urbane, sul versante sud-ovest, tra il Santa Venera e l'Alcantara, e soprattutto a nord-est, al centro dell'attuale abitato di Giardini-Naxos (sotto lo svincolo autostradale), con tre fornaci e vasche per la decantazione delle argille e stradine di raccordo tra i vari forni. La necropoli classica è a metà strada tra il Santa Venera e l'Alcantara, con tombe alla cappuccina contenenti modesta suppellettile. L'abitato databile fra la distruzione del 403 a.C. e lo spostamento definitivo della popolazione è costituito da abitazioni sparse soprattutto lungo la linea costiera, e le sue necropoli sono state identificate presso la riva destra del Santa Venera, dove sorgevano sacelli d'età arcaica, e nell'attuale cimitero di Giardini. L'occupazione romana in relazione alla ‘mansio’ è suggerita da grandi depositi di anfore d'epoca tardo-imperiale.

### L'area sacra
L'area archeologica comprende il ‘temenos’ sud-occidentale, tratti delle mura e dell'abitato. Il ‘temenos’, assai esteso, è il primo santuario noto delle colonie calcidesi di Sicilia. Il muro di recinzione, costituito da una struttura poligonale, a volte con blocchi di dimensioni ciclopiche, presenta due aperture principali, veri e propri propilei, entrambi coperti con tegole e terrecotte architettoniche; quello settentrionale, più piccolo, ha porta e controporta. Tutto il ‘temenos’, sorto nel VI secolo a.C. a cingere un'area sacra più antica e poi inserito nella cinta difensiva urbana, venne così a costituire una sorta d'acropoli della città, e il propileo nord assunse la funzione d'ingresso monumentale dell'abitato, mentre il propileo sud finì col diventare una vera e propria porta urbica.
All'interno sono noti due templi; all'estremità nord-est dell'area è il tempio più importante, identificato con buoni argomenti con l'Aphrosidium noto da Appiano, che presenta due fasi, una solo parzialmente nota del VII secolo a.C. e un'altra dell'iniziale V secolo, rappresentata da un ‘oikos’ di 38x16 m, ricostruito forse in occasione della grande ristrutturazione urbanistica regolare, di cui fedelmente ripete l'orientamento (diverso da quello del precedente tempio).
All'estremità opposta dell'area si trovava un alto sacello arcaico (non visibile), mentre l'esistenza di altri edifici minori (templi o ‘thesauroi’, non si sa) è suggerita da terrecotte architettoniche con antefisse a testa silenica. Nella medesima area, a sud-ovest del tempio maggiore, è un altare quadrangolare con tre gradini sul lato ovest, realizzato in testa poligonale, mentre numerose stele o piccoli altari con residui di sacrifici guarnivano il santuario, oggetto d'intenso culto tra il VII e il Vi secolo, come dimostrano i numerosi materiali votivi rinvenuti, terrecotte, statuette, ceramiche locali e armi. Lungo il muro del temenos sono stati raccolti abbondanti resti delle terrecotte architettoniche dei templi, che hanno permesso di ricostruire la decorazione degli edifici, la più significativa delle quali è quella pertinente al tempio maggiore, con un insolito antemio plastico a palmette e fiori di loto.
Sempre nell'area sacra sono due fornaci, una circolare per vasi, una rettangolare per tegole, appartenenti al santuario e funzionanti per le necessità cultuali e per la manutenzione degli edifici.

### Gli isolati e le mura presso il temenos
Usciti attraverso il propileo nord si possono visitare gli isolati adiacenti, con la già ricordata partizione in unità abitative assai limitate, costituite in genere da un piccolo cortile d'accesso e piccoli ambienti ai lati.
Usciti dalla porta urbica adiacente al ‘temenos’, si segua il muro di cinta fino alla porta ovest. Il muro, eseguito con tecnica più rozza di quello del ‘temenos’, con massicci blocchi grossolanamente sbozzati, ha doppio paramento ed è spesso 4,60 m (ciascun paramento misura in media 1,80 m), con riempimento di pietrame a secco; la porta, guarnita a sud dall'unica torre nota della cinta (assai mal conservata), ha una luce di oltre 2,50 m.

## La moneta
Dagli scavi è emerso che alla fine del VI secolo a.C., la città di Naxos batteva monete d'argento segno di una società sviluppata.